# Collinsville (Oklahoma)
Collinsville is een plaats (city) in de Amerikaanse staat Oklahoma, en valt bestuurlijk gezien onder Rogers County en Tulsa County.

## Demografie
Bij de volkstelling in 2000 werd het aantal inwoners vastgesteld op 4077.
In 2006 is het aantal inwoners door het United States Census Bureau geschat op 4505, een stijging van 428 (10.5%).

## Geografie
Volgens het United States Census Bureau beslaat de plaats een oppervlakte van
15,6 km², waarvan 15,4 km² land en 0,2 km² water. Collinsville ligt op ongeveer 186 m boven zeeniveau.

## Plaatsen in de nabije omgeving
De onderstaande figuur toont nabijgelegen plaatsen in een straal van 16 km rond Collinsville.